# یواس‌اس کواجالین (سی‌وی‌ئی-۹۸)
یواس‌اس کواجالین (سی‌وی‌ئی-۹۸) (به انگلیسی: USS Kwajalein (CVE-98)) یک کشتی بود که طول آن ۵۱۲ فوت ۳ اینچ (۱۵۶٫۱۳ متر) بود. این کشتی در سال ۱۹۴۴ ساخته شد.